# Aktualismus (Philosophie)
Aktualismus (auch: Aktualitätstheorie) ist in der Philosophie ein mehrdeutiger Ausdruck, der verschiedene Lehren der Betonung des Aktes (der Tätigkeit, des Wirkens, des Prozesses, der Evolution, des Werdens etc.) unter Hintanstellung, Relativierung oder Leugnung der Existenz oder Wirkmacht „unveränderlicher idealer Formen“ (Träger, Substanzen) bezeichnet.
Aktualismus bezeichnet in der Philosophie u. a. metaphysische, bewusstseinstheoretische, anthropologische und modallogische Positionen, sowie einen „Idealismus der Tat“.

## Traditionelle Metaphysik
Die metaphysische Aktualitätstheorie vertritt die Auffassung, dass die Wirklichkeit letztlich auf Akte, Tätigkeiten und nicht auf Substanzen zurückzuführen ist. Dies kann einhergehen mit der Auffassung, dass es ein ewiges Kommen und Gehen, einen ständigen Wandel gibt. Ihm gegenüber steht der Essentialismus, nach dem es etwas dem Sein zugrundeliegendes Unveränderliches gibt. Der Aktualismus wird auch als Gegensatz zur Substantialitätstheorie und als dem Grundsatz agere sequitur esse widersprechend interpretiert.
Ein Aktualismus wurde von Heraklit (alles fließt) vertreten. Ihm folgte Plotin. Auch Parmenides trat für einen Aktualismus ein.
Leibniz vertrat die Auffassung, „dass eine Substanz natürlicherweise überhaupt nicht untätig sein kann“. Ähnlich Hegel: „Der Geist ist absolute Aktualität.“ (Enzyklopädie § 34).

## Bewusstseinsphilosophie
Die psychologische Aktualitätstheorie geht davon aus, dass den psychischen Akten keine Substanz zugrunde liegt.
David Hume vertrat in der Psychologie einen aktualistischen Ansatz, wenn er die Seele als bloßes „Bündel von Vorstellungen“ bezeichnete.
Ähnlich vertraten in der Psychologie des 19. Jahr Külpe, Fechner und Wundt einen psychologischen Aktualismus.

## Aktualer Idealismus
Giovanni Gentile bezeichnete seinen an Hegel orientierten Idealismus als Aktualen Idealismus oder als Aktualismus.

## Philosophische Anthropologie
Ein hier sogenannter anthropologischer Aktualismus wurde u. a. von Max Scheler vertreten, insofern er bei der Person „fast allein das Aktgefüge, in dem sie sich vollzieht“ betonte – statt deren Natur oder Wesen.

## Moderne Modallogik
In der ontologischen Modallogik bezeichnet der Aktualismus (englisch: actualism) – im Gegensatz zum Possibilismus (englisch: possibilism) – die Auffassung, dass von den möglichen Welten nur eine einzige Welt – die „unsrige“ – wirklich und aktual ist.
In der Zeitlogik bezeichnet der Ausdruck entsprechend Aktualismus (auch: Präsentismus (Philosophie)) die Auffassung, dass allein der „jetzige Zeitpunkt“ eigentlich real ist.